# Fontenay-en-Parisis
Fontenay-en-Parisis – miejscowość i gmina we Francji, w regionie Île-de-France, w departamencie Dolina Oise.
Według danych na rok 1990 gminę zamieszkiwało 1716 osób, a gęstość zaludnienia wynosiła 158 osób/km² (wśród 1287 gmin regionu Île-de-France Fontenay-en-Parisis plasuje się na 517. miejscu pod względem liczby ludności, natomiast pod względem powierzchni na miejscu 335.).